# Till Theißen
Till Theißen (* 2. November 1991 in Neuss) ist ein ehemaliger deutscher Volleyballspieler.

## Karriere
Theißen wuchs in Kreuzau auf und begann seine Karriere 2004 beim Dürener TV, dem Stammverein des Bundesligisten evivo Düren. Von dort wechselte er zum Nachwuchsteam VC Olympia Berlin. Im August 2011 nahm er mit der deutschen Junioren-Nationalmannschaft an der Weltmeisterschaft in Rio de Janeiro teil. Anschließend wurde der Mittelblocker von den Netzhoppers Königs Wusterhausen verpflichtet. Von 2013 bis 2017 spielte Theißen beim Zweitligisten SV Lindow-Gransee und wurde hier 2015 Meister der 2. Bundesliga Nord.